# Cercopithecus albogularis
Macaco-de-pescoço-branco (Cercopithecus albogularis) é um Macaco do Velho Mundo achado entre a Etiópia e a África do Sul, incluindo o sul e leste da República Democrática do Congo. Já foi considerado como subespécie de Cercopithecus mitis mas possui uma mancha branca no pescoço e peitoral.

## Subespécies
Há 12 subespécies reconhcidas:
- Cercopithecus albogularis albogularis

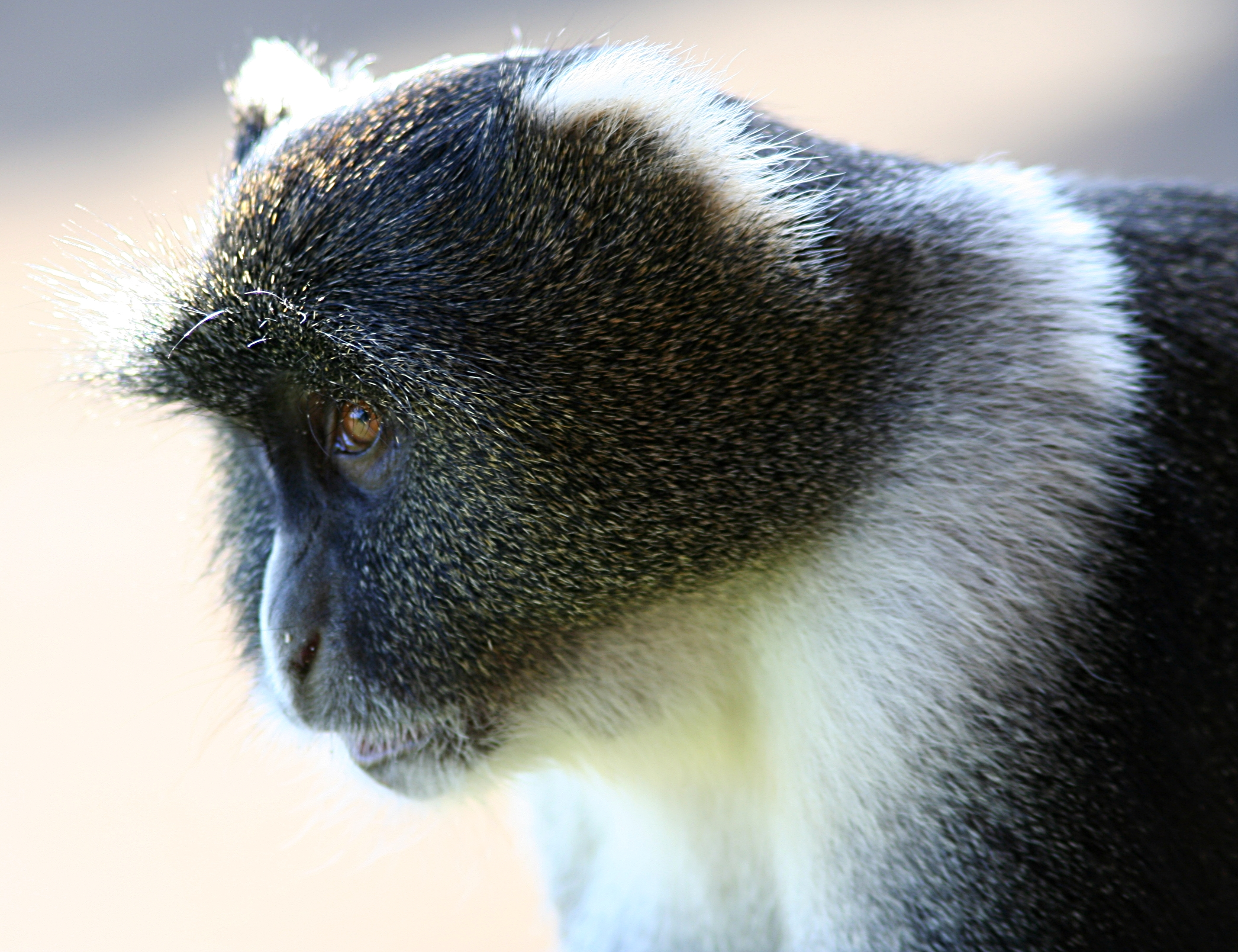
Fotografado no Quênia.

- Cercopithecus albogularis albotorquatus
- Cercopithecus albogularis erythrarchus
- Cercopithecus albogularis francescae
- Cercopithecus albogularis kibonotensis
- Cercopithecus albogularis kolbi
- Cercopithecus albogularis labiatus
- Cercopithecus albogularis moloneyi
- Cercopithecus albogularis monoides
- Cercopithecus albogularis phylax
- Cercopithecus albogularis schwarzi
- Cercopithecus albogularis zammaranoi